# Warren Womble
Warren Womble, né le 15 mars 1920 à Aylesworth, en Oklahoma, et mort le 23 mars 2015, est un entraîneur américain de basket-ball. 

## Palmarès
- Champion olympique 1952
- Champion du monde 1954